# Кёнеман, Фёдор Фёдорович
Фёдор Фёдорович Кёнеман (1873—1937) — российский и советский пианист, педагог и композитор.

## Биография
Родился 8 апреля 1873 года. Среднее образование получил в Петропавловском мужском училище. В 1895 году окончил Московскую консерваторию (большая золотая медаль) по классу фортепиано у В. И. Сафонова (ранее занимался у Н. С. Зверева), учился также у М. М. Ипполитова-Иванова (композиция) и С. И. Танеева (теория музыки).
В 1896—1897 гг. преподавал в московском Александровском институте; в 1897—1899 гг. жил и работал в Астрахани, где руководил Музыкальными классами Астраханского отделения РМО и дирижировал городскими симфоническими концертами.
В 1899 году вернулся в Москву; до 1932 года преподавал гармонию, инструментовку, фортепиано и камерный ансамбль в Московской консерватории (с 1912 профессор); в 1924—1929 гг. был также преподавателем игры на фортепиано в Музыкальном техникуме имени братьев А. и Н. Рубинштейнов. Среди его учеников — В. П. Бобровский.
Ф. Ф. Кёнеман был вторым дирижёром Русского хорового общества, гастролировал по России как пианист.
На протяжении многих лет Ф. Ф. Кёнеман аккомпанировал Ф. И. Шаляпину. Певец часто исполнял написанную Ф. Ф. Кёнеманом песню Как король шёл на войну и аранжированную им знаменитую народную песню «Эй, ухнем» ("Дубинушка"), а также ряд романсов. В сезон 1923/1924 гг. совершил с певцом большое концертное турне по странам Европы и по Америке.
Ф. Ф. Кёнеман — автор гимна (кантаты) на открытие Большого зала Московской консерватории (1901), популярных маршей «Походный», «Торжественный», «Колонный», камерной музыки. Перевёл с английского на русский «Элементарное руководство к изучению инструментовки» Эбенезера Праута (Москва, 1900).
Умер 29 марта 1937 года. Похоронен на Пятницком кладбище.